# NGC 1262
NGC 1262 eine Balken-Spiralgalaxie vom Hubble-Typ SBc im Sternbild Eridanus am Südsternhimmel. Sie ist schätzungsweise 1,55 Mia. Lichtjahre von der Milchstraße entfernt und hat einen Durchmesser von etwa 415.000 Lj. 

Im selben Himmelsareal befindet sich u. a. die Galaxie NGC 1263.
Das Objekt wurde am 12. November 1885 von Francis Preserved Leavenworth entdeckt.